# Вернер, Франц фон
Франц фон Вернер, псевдоним Мурад Эфенди (30 мая 1836, Вена — 12 сентября 1881, Гаага) — австрийский поэт, драматург и дипломат, состоявший на службе Османской империи.

## Биография
Родился в семье хорватского помещика. После окончания гимназии служил в австрийской кавалерии; в 1853 году во время Крымской войны перешёл на турецкую службу в звании офицера и принял ислам. После заключения в 1856 года Парижского мира перешёл с военной на гражданскую службу и сначала был членом специальной миссии по Черногории и Герцеговине, а затем личным секретарём великого визиря Мехмеда Али-паши.
В 1850 году находился со специальной миссией в Бухаресте, в 1860 году в Палермо, в 1864 году был турецким консулом в Банате, находясь в Темешваре, в 1872 году стал генеральным консулом в Венеции, в 1874 году в Дрездене, в 1877 году был резидентом при дворах в Гааге и Стокгольме и с 1880 года чрезвычайным и полномочным послом.
Скончался, будучи на службе в Гааге.
Писать стихи начал во время службы в Темешваре. Наибоолее известные работы: сборники стихотворений — «Klänge aus Osten», «Durch Thüringen», «Ost u. West» (3-е издание — 1881) и «Balladen u. Bilder» (3-е издание — 1886), трагедии «Марино Фальери», «Селим III», «Инес де Кастро», «Мирабо», комедии «Богадиль», «Mit dem Strom», «Professor’s Brautfahrt», «Ein Roman», «Durch die Vase» и др. В 1881 г. вышли в Лейпциге его «Dramatischen Werke». Кроме того, издал ряд очерков и статей, касающихся социальной и политической ситуации в Османской империи («Türkische Skizzen», Лейпциг, 1877 и 1878) и «Nassreddin Chodja, ein osmanischer Eulenspiegel» (Ольденбург, 3-е издание — 1880).